# این برای
این برای (انگلیسی: This Is For) چهارمین آلبوم استودیویی کره‌ای (و نهمین آلبوم کلی) از گروه دخترانهٔ اهل کره جنوبی، توایس است. این آلبوم در ۱۱ ژوئیه ۲۰۲۵ توسط جی‌وای‌پی انترتینمنت منتشر خواهد شد.

## پیش‌زمینه و انتشار
توایس در ۱۹ مه ۲۰۲۵ با انتشار ویدئویی با عنوان «مقدمه: چهار» آغاز به تبلیغ این آلبوم کرد. در این کلیپ کوتاه، هر ۹ عضو گروه در حالی دیده می‌شوند که دامن آبی‌رنگی بر تن دارند و واژهٔ «Four» (چهار) روی آن نوشته شده است. این نخستین آلبوم استودیویی کره‌ای گروه پس از فرمول عشق: O+T=<3‏ (۲۰۲۱) به‌شمار می‌رود. تاریخ انتشار و عنوان آلبوم در ۲۱ مه اعلام شد. در ۹ ژوئن، گروه «تور جهانی این برای» را برای پشتیبانی از آلبوم معرفی کرد. در ۲۶ ژوئن نیز فهرست قطعات آلبوم از طریق حساب‌های رسمی شبکه‌های اجتماعی گروه منتشر شد که شامل پنج قطعهٔ زیرگروهی است؛ رویکردی که پیش‌تر نیز در آلبوم فرمول عشق: O+T=<3 استفاده شده بود. چند روز پیش از آن نیز، توایس ۹ قطعهٔ انفرادی برای هر یک از اعضا را منتشر کرده بود، هرچند این ترانه‌ها در این آلبوم گنجانده نشدند.